# Hamptjärnen (Nysätra socken, Västerbotten)
Hamptjärnen är en sjö i Robertsfors kommun i Västerbotten och ingår i Kålabodaåns huvudavrinningsområde. Sjön har en area på 0,0382 kvadratkilometer och ligger 104 meter över havet. Vid provfiske har abborre, gädda och mört fångats i sjön.

## Delavrinningsområde
Hamptjärnen ingår i det delavrinningsområde (714605-174540) som SMHI kallar för Utloppet av Hamptjärnen. Medelhöjden är 118 meter över havet och ytan är 0,5 kvadratkilometer. Det finns inga avrinningsområden uppströms utan avrinningsområdet är högsta punkten. Vattendraget som avvattnar avrinningsområdet har biflödesordning 3, vilket innebär att vattnet flödar genom totalt 3 vattendrag innan det når havet efter 24 kilometer. Avrinningsområdet består mestadels av skog (85 procent). Avrinningsområdet har 0,03 kvadratkilometer vattenytor vilket ger det en sjöprocent på 6,9 procent.